# Unheilig
Unheilig (tłum. "Nie-święty") – niemiecka grupa muzyczna powstała w 2000 roku, reprezentująca gatunek Neue Deutsche Härte. Obecni członkowie zespołu to: Der Graf oraz Licky i Henning Verlage.

## Dyskografia

### Albumy studyjne
- 2000: Phosphor
- 2002: Frohes Fest
- 2003: Das 2. Gebot
- 2004: Zelluloid
- 2006: Moderne Zeiten
- 2008: Puppenspiel
- 2010: Große Freiheit
- 2012: Lichter der Stadt

### Albumy koncertowe
- 2005: Gastspiel
- 2006: Goldene Zeiten
- 2008: Vorhang Auf
- 2010: Grosse Freiheit Live

### Maxi-single
- 2001: Sage Ja!
- 2001: Komm zu mir
- 2003: Maschine'
- 2006: Ich will leben
- 2008: An deiner Seite

### Minialbumy
- 2003: Schutzengel
- 2004: Freiheit
- 2006: Astronaut
- 2008: Spiegelbild

### Nagrania DVD
- 2005: Kopfkino
- 2008: Vorhang auf!
- 2008: Goldene Zeiten
- 2010: Grosse freiheit live

Single m.in
Geboren um zu leben
Fuer immer
An deiner Seite
Winterland
Unter deiner Flagge
So wie du warst
Lichter der Stadt